# أوريليان تاشي
أوريليان تاشي (مواليد 26 مايو 1984) هو سياسي فرنسي عضو في الجمعية الوطنية الفرنسية منذ 18 يونيو 2017 ممثلاً عن إقليم وادي الواز.